# Georg von Küchler
Georg Karl Friedrich Wilhelm von Küchler (Schloss Philippsruhe bij Hanau, 30 mei 1881 - Garmisch-Partenkirchen, 25 mei 1968) was een Duitse generaal-veldmaarschalk gedurende de Tweede Wereldoorlog.
Bij aanvang van de Tweede Wereldoorlog was Georg von Küchler bevelhebber van het 3e Leger (3. Armee) en wegens zijn succesvolle leiding in Polen kreeg hij het Ridderkruis van het IJzeren Kruis. Na kritiek op de gebeurtenissen rond Werner von Fritsch werd hij uit zijn ambt ontheven. Dankzij Walther von Brauchitsch kreeg hij vlot daarna het bevel over het 18e Leger (18. Armee).
Von Küchler leidde de succesvolle Duitse aanval op Nederland in 1940. Hij tekende in de christelijke lagere school in Rijsoord het capitulatiedocument van de Nederlandse strijdkrachten samen met de Nederlandse generaal Henri Winkelman. Hij trok toen verder naar België. Ook hier behaalde hij succes en zijn 18e Leger viel toen Frankrijk binnen. Zijn leger eindigde dit deel van de oorlog in Pas-de-Calais met de omsingeling van Duinkerke.
Nadat Wilhelm von Leeb van het bevel over Heeresgruppe Nord af was gehaald nam Von Küchler dit over. Deze legergroep leidde hij vanaf december 1941 tot januari 1944, maar hij was niet in staat Leningrad in te nemen. Hij hield de belegering van Leningrad in stand en begon massale bombardementen om het Rode Leger tot overgave te dwingen. Op 30 juni 1942 benoemde Hitler Von Küchler tot generaal-veldmaarschalk. In januari 1944 braken Russische troepen door de blokkade; Georg von Küchler werd ontslagen toen hij om de noodzakelijke terugtrekking van Heeresgruppe Nord vroeg.
Aan het einde van de Tweede Wereldoorlog werd Von Küchler gearresteerd en voor een militair gerechtshof gedaagd. Von Küchler werd tot twintig jaar celstraf veroordeeld voor misdaden tegen de menselijkheid maar zat er maar acht jaar uit voordat hij in 1953 vanwege ziekte en zijn leeftijd vrij werd gelaten. Hij stierf in 1968 op 86-jarige leeftijd.

## Militaire loopbaan
- Fahnenjunker: 12 maart 1900[4][9]
- Fähnrich: 19 oktober 1900[4]
- Leutnant: 22 maart 1901[4][9]
- Oberleutnant: 16 juni 1910[4][9]
- Hauptmann: 2 augustus 1914[4][9]
- Major: 1 april 1923[4][9]
- Oberstleutnant: 1 januari 1929[9]
- Oberst: 1 februari 1930[4][9]
- Generalmajor: 1 februari 1933[4][9]
- Generalleutnant: 1 april 1934[4][9]
- General der Artillerie: 1 augustus 1936[4][9]
- Generaloberst: 20 oktober 1939[4][9]
- Generalfeldmarschall: 19 juli 1940[4][9]

## Decoraties
- Ridderkruis van het IJzeren Kruis op 30 september 1939 als General der Artillerie en Opperbevelhebber van het 3e Leger[9][10]
- Ridderkruis van het IJzeren Kruis met Eikenloof (nr.273) op 21 augustus 1943 als Generalfeldmarschall en Opperbevelhebber van de Heeresgruppe Nord[11]
- IJzeren Kruis 1914, 1e Klasse (8 januari 1915) en 2e Klasse (20 november 1914)[12][13]
- Ridderkruis in de Huisorde van Hohenzollern met Zwaarden[13]
- Ridder in de Frederiks-Orde met Zwaarden[13]
- Hanseatenkruis van Hamburg[13]
- Frederikskruis[13]
- Algemeen Ereteken (Hessen-Darmstadt)[13]
- Dienstonderscheiding van Leger en Marine (25 dienstjaren)[9]
- Medaille ter herinnering aan de Thuiskomst van het Memelland
- Medaille Winterschlacht im Osten 1941/42
- Orde van het Vrijheidskruis (Finland) op 29 maart 1943[9]
- Herhalingsgesp bij IJzeren Kruis 1939, 1e Klasse (22 september 1939) en 2e Klasse (11 september 1939)[9][12]
- Hij werd tweemaal genoemd in het Wehrmachtsbericht. Dat gebeurde op:
- 21 oktober 1941[9][14]
- 12 augustus 1943[9][15]

Werner von Blomberg · Hermann Göring · Walther von Brauchitsch · Albert Kesselring · Wilhelm Keitel · Günther von Kluge · Wilhelm Ritter von Leeb · Fedor von Bock · Wilhelm List · Erwin von Witzleben · Walter von Reichenau · Erhard Milch · Hugo Sperrle · Gerd von Rundstedt · Erwin Rommel · Georg von Küchler · Erich von Manstein · Friedrich Paulus · Ewald von Kleist · Maximilian von Weichs · Ernst Busch · Wolfram von Richthofen · Walter Model · Ferdinand Schörner · Robert von Greim · Eduard von Böhm-Ermolli (titulair)
- Bibliothèque nationale de France: cb166821891 (data)
- Gemeinsame Normdatei: 124554245
- International Standard Name Identifier: 0000 0000 2636 9333
- Library of Congress Control Number: n87836435
- Nederlandse Thesaurus van Auteursnamen: 341574600
- Virtual International Authority File: 20617750
- WorldCat: E39PBJp63bcCxK8G6bwdgtTrbd